# Анима и Анимус
Анима и анимус са понятия в психологията, въведени от швейцарския психолог Карл Густав Юнг. Той нарича маскулинния (мъжки) принцип в душата на жената анимус, а феминния (женски) в душата на мъжа анима. Хвърляйки мост между земята (женското) и духа (мъжката), половата полярност носи базисната творческа динамика на подтика към индивидуализация. Аналогично на положителните и отрицателните електрически заряди, половите противоположности упражняват мощно реципрочно привличане. Тези противоположности може би най-ясно се характеризират от китайския принцип „янг“ (мъжкото) и „йн“ (женското). Янг представлява агресивната, инициираща, проникваща сила на фалоса и меча. Йн представлява приемащите, раждащите, съдържащите и пулсиращи ритми на утробата и приливите и отливите.
Важен аспект на процеса на индивидуация е постигането на съзнателно приемане на атрибутите, произтичащи от „другия вътре“. Мъжът, индивидуиран по този начин, е обогатен в своето мъжествено функциониране от вътрешния източник на вдъхновение, творчество и емоционална ангажираност. Анимата го подпомага да изгражда взаимоотношения с поток от спонтанно чувство. Без такова използване на женската си страна като вътрешен ресурс той е склонен да попада в безсъзнателна идентификация с образа на „нисшата жена“, изразена чрез бърза смяна на настроенията и депресия или обезценяване и примитивна ирационалност.
Жената, която е постигнала съзнателно приемане на атрибутите на своя анимус, е способна да използва силите на своя Логос в справянето с външния свят. Тя е способна да прави разграничения обективно, нейните способности за наблюдение и разсъждение са засилени и може умело да възприема смисъла. Без такова използване на мъжката си страна като диференциран източник жената може да попадне в несъзнавана идентификация с образа на „висшестоящия мъж“, прокламирайки преценки така, сякаш са факт, правейки безпочвени допускания и безапелационно и догматично провъзгласявайки мненията си.
Тъй като в теорията на Юнг психичните феномени, персонифицирани като анима и анимус, са архетипни предиспозиции, те съществуват a priori и имат тенденцията да влияят върху поведението от несъзнаваното, ако не навлязат в съзнателното като образ.

## Нива на развитие на анимата
Юнг смята, че развитието на анимата има четири различни нива, които нарича „Ева“, „Елена“, „Мария“ и „София“.

### Ева
Името Ева е взето от библейската история за Адам и Ева. То се занимава с възникването на мъжки обект на желание, едновременно с това се обобщава, че всички жени са зли и безпомощни.

### Елена
Името Юнг взема от Хубавата Елена от Троя.

### Мария
Името на третата фаза идва от Дева Мария от християнството.

### София
Името на четвъртата фаза идва от гръцката дума София, която означава „мъдрост“.

## Нива на развитие на анимуса
Подобно на четирите нива на развитие на анимата, Юнг постулира и четири нива на развитие на анимуса.

### Атлетът
Също е свързан с разбойника или мускулестия мъж, Юнг ги описва като въплъщение на силата.

### Плановник
Стадият въплъщава капацитета за независимост, планираните действия и инициативата.

### Професорът
Също се свързва с духовното, въплъщава „Словото“

### Водачът
Също както „София“, това е най-високото ниво на посредничество между съзнателния и несъзнателния ум.